# Уайт (тауншип, Миннесота)
Уайт (англ. White) — тауншип в округе Сент-Луис, Миннесота, США. На 2000 год его население составило 3477 человек.

## География
По данным Бюро переписи населения США площадь тауншипа составляет 293,8 км², из которых 282,9 км² занимает суша, а 10,9 км² — вода (3,72 %).

## Демография
По данным переписи населения 2000 года здесь находились 3477 человек, 1466 домохозяйств и 976 семей.  Плотность населения —  12,3 чел./км².  На территории тауншипа расположено 1645 построек со средней плотностью 5,8 построек на один квадратный километр. Расовый состав населения: 98,13 % белых, 0,03 % афроамериканцев, 0,43 % коренных американцев, 0,32 % азиатов, 0,03 % — других рас США и 1,06 % приходится на две или более других рас. Испанцы или латиноамериканцы любой расы составляли 0,43 % от популяции тауншипа.